# Muzeul de Istorie Naturală din Sibiu

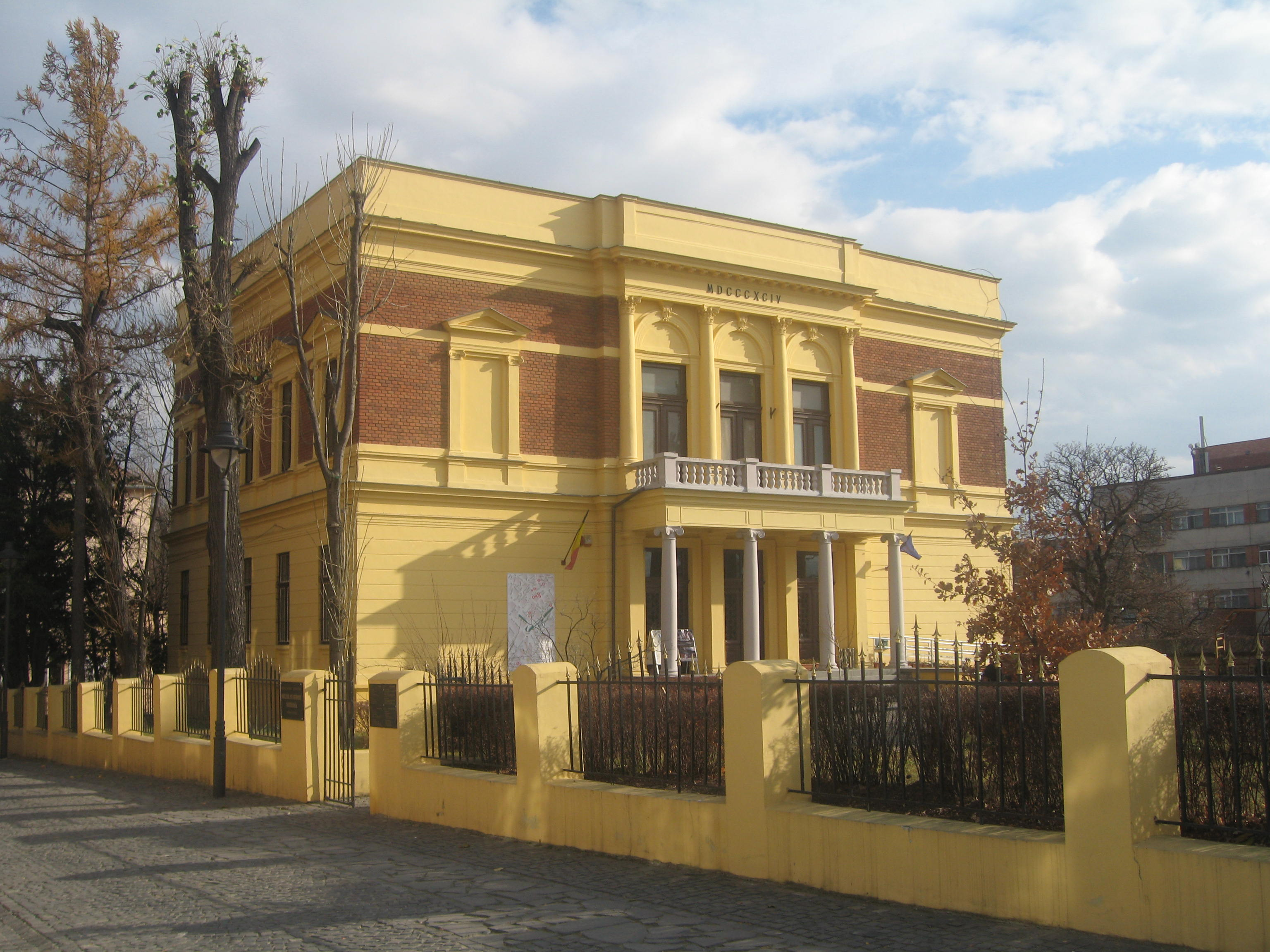
Muzeul de Istorie Naturală din Sibiu

Muzeul de Istorie Naturală din Sibiu este o instituție cu profil muzeal înființată în anul 1849 la Sibiu. Actuala clădire a muzeului a fost construită în anii 1894-1895 în fostul parc al Teatrului, pe strada Cetății nr. 1.
Muzeul de Istorie Naturală este o secție a Muzeului Național Brukenthal și are, la rândul lui, două subsecții:
- Muzeul de Istorie a Farmaciei - aflat în Piața Mică nr. 26
- Muzeul de Vânătoare August von Spiess - situat pe str. Școala de Înot nr. 4

## Primele colecții
Câțiva intelectuali sași pasionați de cunoașterea naturii au înființat în 1849 la Sibiu Societatea Ardeleană de Științe Naturale (Siebenbürgischer Verein für Naturwissenschaften zu Hermannstadt). Scopul societății era să răspândească în rândul comunității descoperirile lor și să educe tânăra generație în spiritul cunoașterii și conservării naturii. 
Preocuparea societății a fost canalizată spre formarea unor colecții reprezentative din domeniul științelor naturii. La început, societatea a beneficiat de puține colecții: ierbarul J. Lerchenfeld (alcătuit la sfârșitul secolului al XVIII-lea și care avea 1.811 piese) și ierbarul M. Fuss (alcătuit între 1834-1882, cu aproape 29.000 piese). În cursul secolului al XIX-lea, au fost achiziționate unele colecții de mare importanță cum ar fi colecția ornitologică F.W. Stetter (1853), ce cuprindea 528 păsări indigene și 145 exotice, colecția etnografică din Palestina, Egipt, Sudan și Etiopia a viceconsulului Franz Binder (1824-1875) și colecția de minerale a lui Johann Michael Ackner (1782-1862).

## Mutarea muzeului în clădirea actuală
Ca urmare a creșterii numărului de colecții, spațiul care adăpostea fondul muzeal a devenit impropriu și a devenit necesară construirea unei clădiri proprii. Fondurile pentru construirea noii clădiri au fost strânse prin donații și contribuții ale diferitelor instituții politice și științifice, societăți bancare și obștești. În toamna anului 1894 în fostul parc al teatrului au fost începute lucrările de construcție ale clădirii cu scop muzeal, după proiectul arhitectului clujean C.W. Fr. Maetz, originar din Mediaș. Inaugurarea festivă a muzeului a avut loc la 12 mai 1895. În spațiile acestei clădiri au fost aduse colecțiile Societății Ardelene de Științe Naturale.
Clădirea a fost construită în stilul Renașterii italiene târzii, având trei nivele (demisol, parter și etaj). Ea a fost renovată între 2006 și 2008.

## Creșterea numărului de colecții
Numărul de colecții ale Muzeului de Istorie Naturală din Sibiu au crescut mult după cel de-al doilea război mondial. Astfel, colecțiile Muzeului de Istorie Naturală din Sibiu au ajuns în anul 1982 la 1.686.000 piese. Printre colecțiile achiziționate de specialiștii muzeului sau donate de fondatori sunt de menționat următoarele:
- colecția de minerale a dr. E. Bielz - formată din 1.400 de piese și donată muzeului în 1953
- colecția de malacologie Kimakowicz - cu peste 250.000 piese, donată și ea muzeului
- colecția paleontologică Breckner - cu 7.000 de piese, majoritatea dinți de rechin din terțiar, colectați din regiunea Porcești (Turnu Roșu), achiziționată în 1955
- colecția entomologică a dr. Eugen Worell - care conținea peste 95.000 de insecte din Europa, Africa, America și Asia, achiziționată în 1957
- colecția entomologică a lui H. Hannenheim - care conținea 10.000 de insecte, achiziționată în 1964
- colecția de fluturi Weindel - care conținea circa 7.000 de fluturi, achiziționată în 1965
- colecția botanică Nyárády - cu circa 152.000 de piese, achiziționată în 1980 etc.

În anul 1972 a avut loc o reorganizare a colecțiilor Muzeului de Istorie Naturală din Sibiu, fiind deschisă cu acest prilej și expoziția "Sistematica lumii animale".

## Parcul muzeului
Grădina a fost amenajată pentru relaxarea vizitatorilor, dar și ca spațiu în care pot fi întâlnite specii comune și rare de plante precum copaci și arbuști ornamentali.

## Imagini

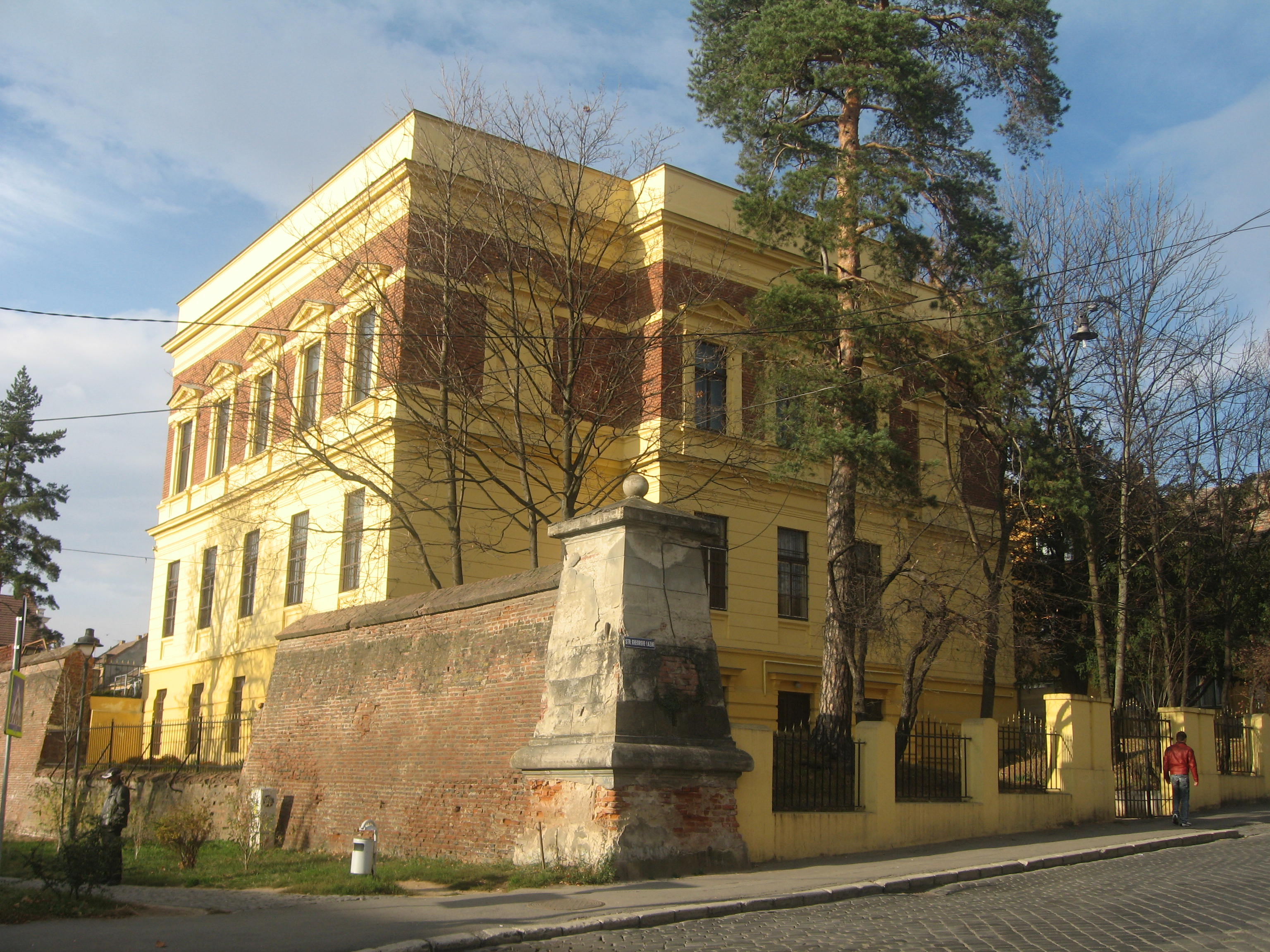
Muzeul de Istorie Naturală din Sibiu
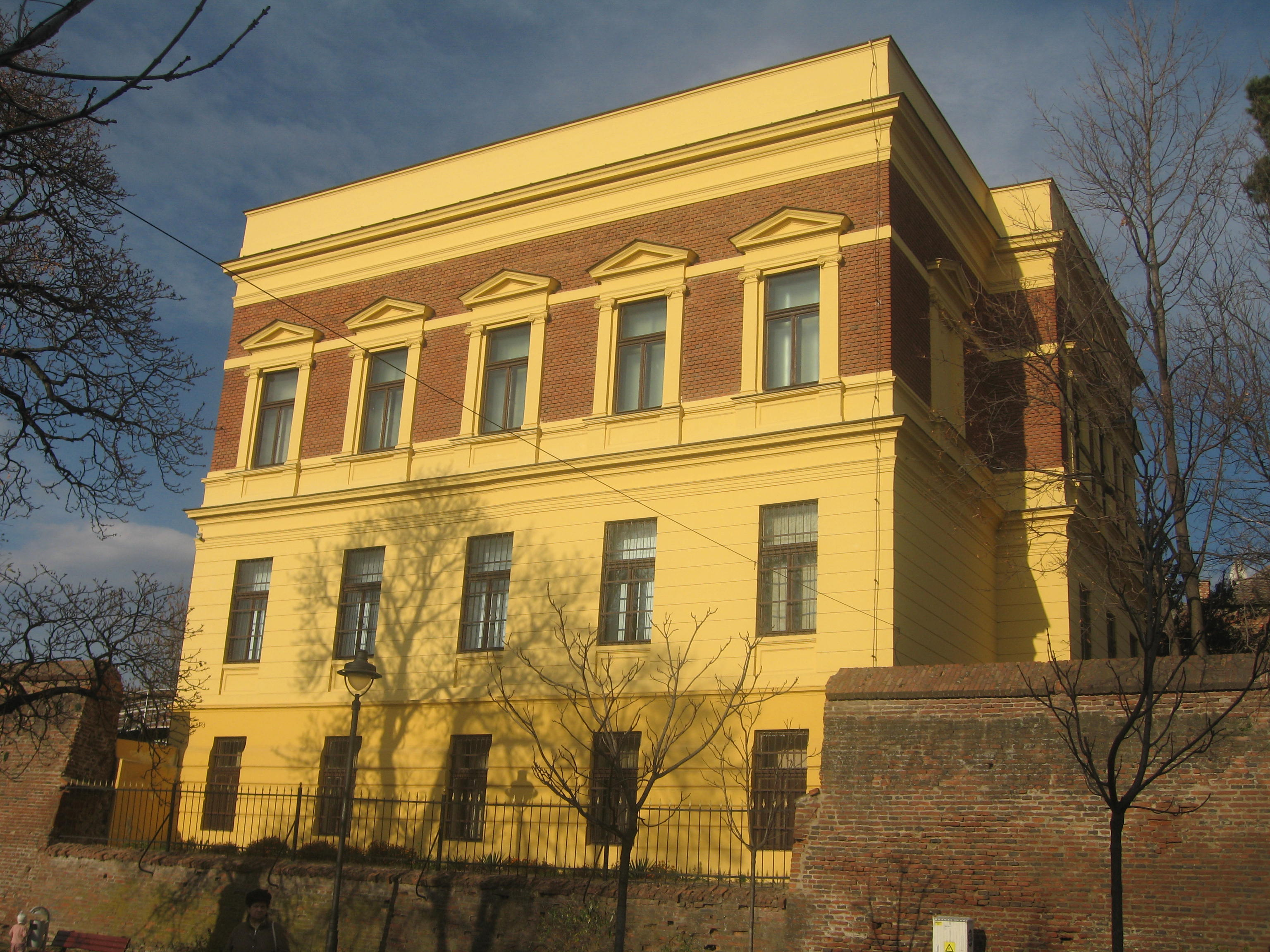
Vedere laterală a clădirii
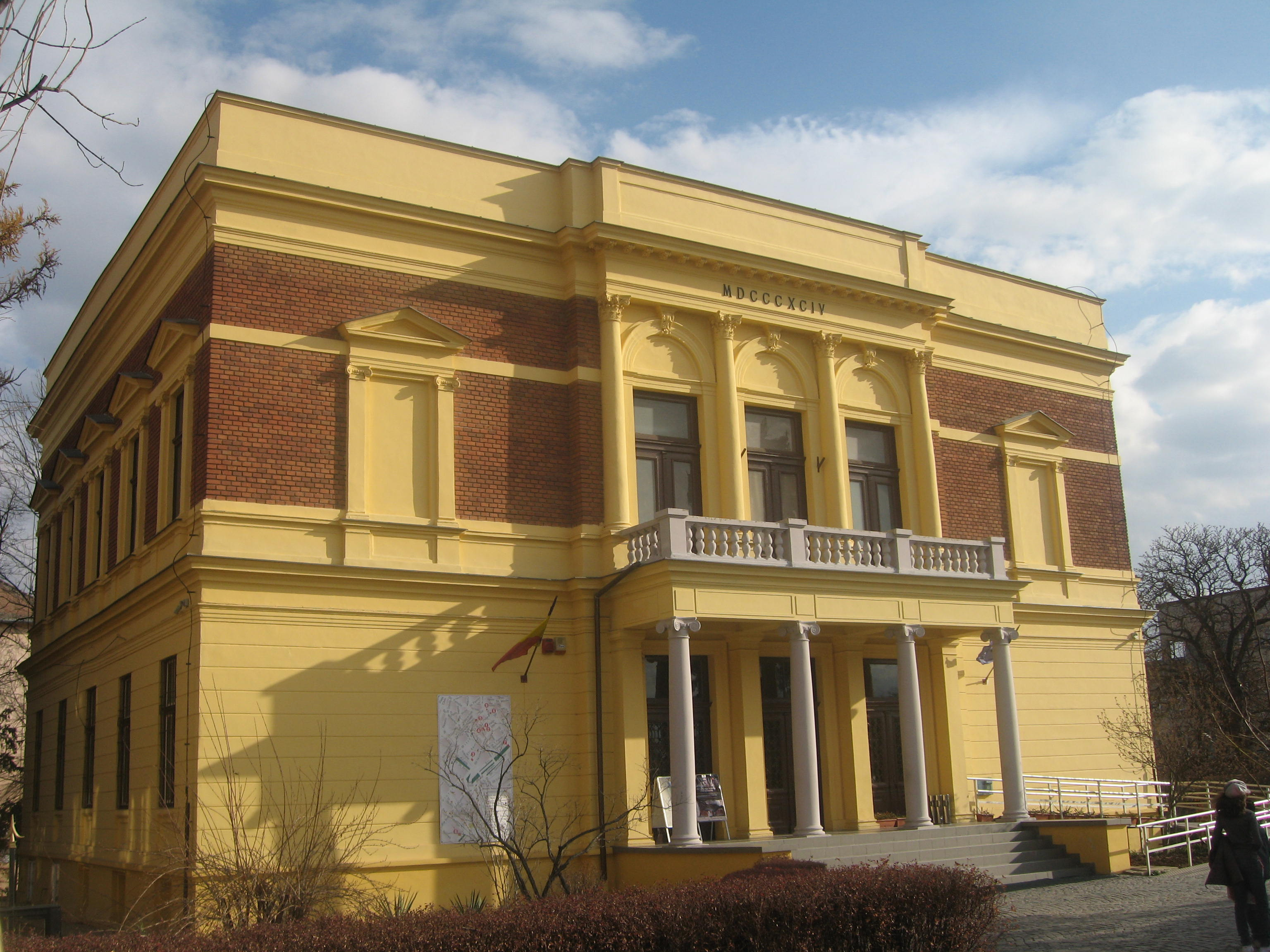
Muzeul de Istorie Naturală din Sibiu
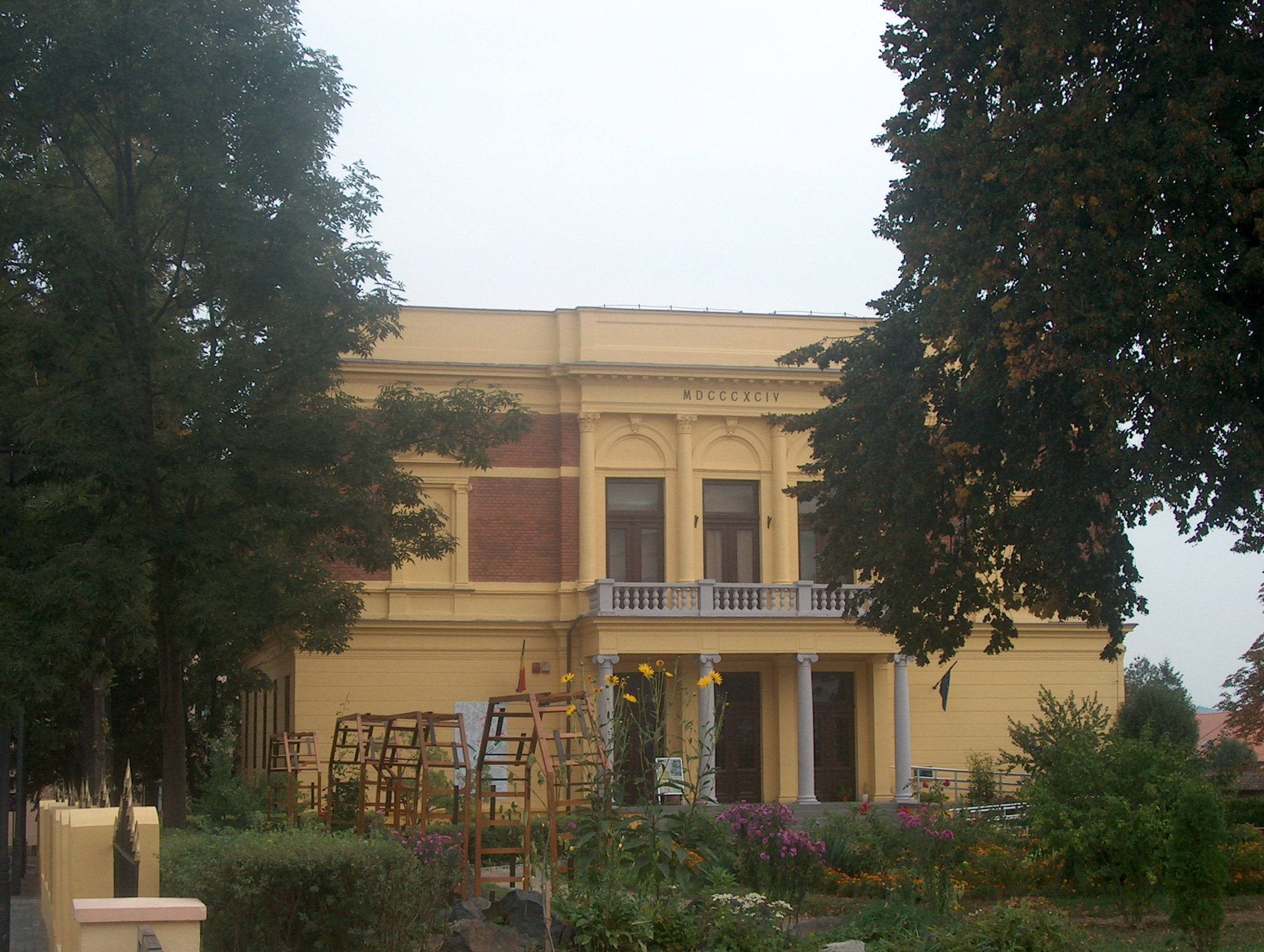
Vedere frontală a clădirii